# Судья (фильм, 1976)
«Судья» (итал. La Pretora) — итальянский комедийный фильм с элементами эротики с Эдвиж Фенек в главной роли, вышедший на экраны в 1976 году. Режиссёр — Лучо Фульчи.

## Сюжет
Виола Орландо (Эдвиж Фенек) — мировая судья в небольшом городке Белиньяно недалеко от Падуи в области Венето. Она известна своей строгостью и принципиальностью к преступникам, а также борьбой с «аморальностью» в общественной жизни. Одним из её подсудимых стал мелкий мошенник Раффаэле Эспозито, обвиняемый в продаже тысячи банок собачьего корма под видом дорогого мясного деликатеса и множестве других мелких преступлений. Ничто не может спасти его от тюрьмы, но неожиданно он с Розой, ведущей легкомысленный образ жизни сестрой-близнецом Виолы. Она не прочь немного подзаработать на сходстве с сестрой-занудой, которую недолюбливает. Раффаэле и его адвокат Бартолон, снимают эротические сцены с Розой для компрометации Виолы. Также Роза «помогает» сеньору Скотти, владельцу химического завода, обвиняемого в загрязнении окружающей среды, и владельцу порностудии, обвиняемому Виолой в производстве запрещенных фильмов. Ситуацию осложняет то что Виола встречается с женатым графом Ренато, скрывая это от окружающих. Ренато случайно знакомится с Розой и влюбляется в нее. В итоге Ренато и Виола расстаются. Виола хочет подать в отставку с поста судьи после очередного секс-скандала, когда якобы она (а на самом деле Роза) занимается непристойностями с председателем суда прямо в своем кабинете. Последняя сцена фильма оставляет оттенок двусмысленности — Ренато встречается с Розой и хочет на ней жениться, при этом жалея о своем расставании с Виолой. Но как знать, кем была на самом деле эта девушка — Розой или Виолой?

## В ролях
- Эдвиж Фенек — Виола Орландо, Роза Орландо
- Раф Лука — Раффаэле Эспозито
- Джанкарло Деттори — граф Ренато Альтьери
- Марио Марандзана — адвокат Бартолон
- Карлетто Спозито — прокурор
- Вальтер Вальди
- Джанни Агус — Анджело Скотти
- Оресте Лионнелло — председатель суда Франческо Ло Прести
- Джанни Соларо
- Пьеро Палермини
- Лука Спортелли — Тони
- Гальяно Сбарра
- Пьетро Торди — Паванин
- Энрико Марчани
- Марина Хедман — Реджина